# Proces Poissona
Proces Poissona – nazwana na cześć francuskiego matematyka, Siméona Denisa Poissona, rodzina (będąca procesem stochastycznym – procesem Markowa) {\displaystyle (N_{t},\;t\geqslant 0)} zdefiniowana w następujący sposób:
{\displaystyle N_{t}={\begin{cases}0,&X_{1}>t\\\sup\{n:X_{1}+\dots +X_{n}\leqslant t\},&X_{1}\leqslant t\end{cases}}.}
Gdzie ciąg {\displaystyle (X_{i})_{i=1,2,3...}} jest ciągiem niezależnych zmiennych losowych o rozkładzie wykładniczym z jednakowym dla każdej ze zmiennych parametrem {\displaystyle \lambda .}
Zmienna {\displaystyle X_{i}} oznacza czas pomiędzy (i-1)-szym a i-tym zdarzeniem (tradycyjnie nazywanym zgłoszeniem), a {\displaystyle N_{t}} to liczba zgłoszeń, które wystąpiły do chwili t.

## Równoważne definicje
Proces stochastyczny jest procesem Poissona o intensywności {\displaystyle \lambda } wtedy i tylko wtedy, gdy:
(i)
1. {\displaystyle N_{0}=0;} W czasie startowym przyjmuje wartość zero.
2. {\displaystyle (N_{t},\;t\geqslant 0)} ma przyrosty niezależne.
3. {\displaystyle N_{b}-N_{a}\sim Poiss(\lambda (b-a))\quad dla\quad b>a} różnice między stanami mają rozkład Poissona o podanym parametrze.

(ii)
1. {\displaystyle N_{0}=0.}
2. {\displaystyle (N_{t},\;t\geqslant 0)} ma niezależne i stacjonarne przyrosty.
3. {\displaystyle P(N_{h}=1)=\lambda h+o(h).}
4. {\displaystyle P(N_{h}\geqslant 2)=o(h).}

Niezależność przyrostów oznacza, że liczba zdarzeń w dwóch rozłącznych przedziałach czasowych są niezależnymi zmiennymi losowymi. Proces ten więc nie ma pamięci – wcześniejsze realizacje procesu nie wpływają na prawdopodobieństwo zajścia zdarzenia w danym czasie.

## Własności
Niech {\displaystyle S_{n}=\sum _{i=1}^{n}X_{i}.} Wtedy {\displaystyle S_{n}} ma rozkład Erlanga z parametrami {\displaystyle k=n,\ \theta =1/{\lambda }.}
Proces Poissona może przebiegać w czasie dyskretnym lub ciągłym, ten drugi rodzaj jest jednym z najlepiej zbadanych przykładów procesu Lévy’ego.